# رضاعلی دیوان‌بیگی
رضاعلی دیوان‌بیگی مشهور به میرزا آقاجان (۱۲۷۲ - ۱۳۵۶ خورشیدی) سیاستمدار ایرانی بود.

## زندگینامه
رضاعلی دیوان‌بیگی پس از پایان تحصیلات در مدرسهٔ علوم سیاسی تهران در وزارت امور خارجه استخدام شد. در جریان تشکیل دولت موقت هنگام جنگ جهانی اول در کرمانشاه نقش داشت و با شکست این دولت به خارج کوچید و چندی خارج از ایران زندگی کرد. در بازگشت به ایران باز هم به وزارت خارجه رفت و رئیس اداره شد.
دیوان‌بیگی در دورهٔ پنجم مجلس شورای ملی به نمایندگی بلوچستان انتخاب شد. در همین دوره به انقراض قاجاریه رأی داد و در دوره‌های ششم و هفتم نیز بر کرسی بلوچستان در مجلس نشست. سپس به پیشنهاد تیمورتاش حاکم گیلان شد و پس از آن حاکم مازندران و بعد، استاندار خوزستان شد.
در سال ۱۳۲۱ پس از آن‌که هزار تن خرما در اهواز به سبب گرماى هوا فاسد شد، از استانداری و فرمانداری شکایت شد که دخالت مقامات ادارى‌شان باعث عدم حمل خرماها و فساد آن‌ها شده است. در تحقیقات مشخص شد که شکایت درست بوده و از این رو، دیوان‌بیگى برکنار و پرونده‌اش برای پیگیری قضائی به دادگستری فرستاده شد.
دیوان‌بیگی در هشتم مهر ۱۳۲۶ استاندار گیلان (استان یکم) شد که در آن زمان، استان‌های زنجان و قزوین و مرکزی کنونی و همچنین شهرستان شهسوار (تنکابن) را نیز در بر می‌گرفت. در نخستین دور از انتخابات مجلس سنا در سال ۱۳۲۸ از خوزستان سناتور شد و در دوره‌های بعد هم سناتور ماند. در دوره دوم مجلس سنا به مخالفت از قرارداد کنسرسیوم برخاست و همراه با دکتر حسابی، ابوالفضل لسانی و جعفر شریف‌امامی یکی از تنها چهار نماینده‌ای شد که به این قرارداد رأی مخالف داد.
دیوان‌بیگی مقالات زیادی نوشته است و چند کتاب هم دارد. کتاب سفر مهاجرت از جمله آثار مهم اوست.